# 老人Z
《老人Z》是1991年9月14日在日本上映的科幻喜劇類型動畫電影，以人口老龄化的老人問題為主題，在1991年12月10日發售漫畫版《ZeD》。臺灣1990年代新潮社有限公司發售VHS正體中文字幕版、2005年9月普威爾國際發售DVD-Video正體中文字幕版，1990年代首華卡通頻道播放新潮社VHS版。

## 故事
三橋晴子的看護對象高澤喜十郎，被寺田卓送去成為由第6世代電腦控制的高性能看護床「Z-001」實驗對象。為了救出喜十郎，晴子在駭客老人的幫助下利用喜十郎亡妻高澤春的聲音來喚醒喜十郎，電腦卻因此產生春的人格而開始失控。

## 角色
高澤喜十郎（高沢喜十郎　CV：松村彦次郎）
住在老舊公寓的87歲老人，高澤春之夫。經常思念春，後來成為Z-001實驗對象。
三橋晴子（CV：横山智佐）
芙蓉看護學院二年級19歲學生，喜十郎的看護志工。
寺田卓（CV：小川真司）
厚生省41歲公務員，重視老人問題，卻忽略老人的感受。
長谷川良彦（CV：近石真介）
西橋商事的36歲員工，將Z-001提供給厚生省使用，實際上是要暗中測試電腦的軍事性能。
大江信子（CV：佐藤智惠）
芙蓉看護學院二年級21歲學生，晴子的親友。
佐藤知枝（CV：松本梨香）
芙蓉看護學院二年級19歲學生，晴子的親友。
前田滿（CV：辻谷耕史）
芙蓉看護學院二年級20歲學生，很在意晴子。
高澤春（高沢ハル　CV：齊藤昌）
喜十郎的太太，在71歲時過世。Z-001的電腦在讀取喜十郎的記憶後產生春的人格。

## 主題曲
片尾曲「走れ自転車」
作詞/主唱：小川美潮　作曲：板倉文

## 工作人員
- 原作/劇本/機器設定：大友克洋[3]
- 監督：北久保弘之
- 角色原案：江口壽史
- 機器設定：磯光雄
- 作畫監督：飯田史雄
- 美術設定：今敏
- 分鏡：本谷利明、田中達之、北久保弘之
- 演出：本谷利明
- 色彩設計：安齊弘美
- 攝影監督：岡崎英夫
- 編輯：西出榮子
- 音響監督：本田保則
- 音樂：板倉文
- 音樂製作人：福岡智彦
- 製作人：野村和史、風間康久
- 動畫制作：A.P.P.P.
- 製作：東京テアトル、角川書店、movic、朝日電視台、日本索尼音樂娛樂

## 相關作品

### 漫畫
漫畫版的標題是《ZeD》，岡田鯛作畫，連載於講談社《MISTER MAGAZINE》1991年6月12日號（No.3）～1991年9月25日號（No.10），單行本於1991年12月10日發售全1冊（ISBN 4-06-313268-4）。

### CD
老人Z Soundtrack（老人Z サウンドトラック）是史詩唱片日本在1991年11月21日發售，收錄17首樂曲。

## 評價
1991年第46屆每日電影獎獲得每日電影最佳動畫電影獎（毎日映画コンクールアニメーション映画賞）。

## 外部連結
- 老人Z HDマスター版 （页面存档备份，存于）Sony Music（日語）